# Marcel Sigiran
Gérard Jean Marcel Sigiran (ur. 18 lipca 1926 w Bordeaux, zm. 1 września 2018 w Challans) – francuski zapaśnik walczący w stylu wolnym. Olimpijczyk z Helsinek 1952, gdzie zajął dziesiąte miejsce w kategorii do 52 kg.

## Letnie Igrzyska Olimpijskie 1952
| Konkurencja      | Rundy eliminacyjne      | Rundy eliminacyjne         | Klas. końcowa |
| Konkurencja      | Przeciwnik I            | Przeciwnik II              | Miejsce       |
| ---------------- | ----------------------- | -------------------------- | ------------- |
| 52 kg styl wolny | Georgij Sajadow (SUN) P | Giordano De Giorgi (ITA) P | 10.           |